# Sırıq
Sırıq è un comune dell'Azerbaigian situato nel distretto di Yardımlı. Conta una popolazione di 616 abitanti.